# Royal Albert Memorial Museum

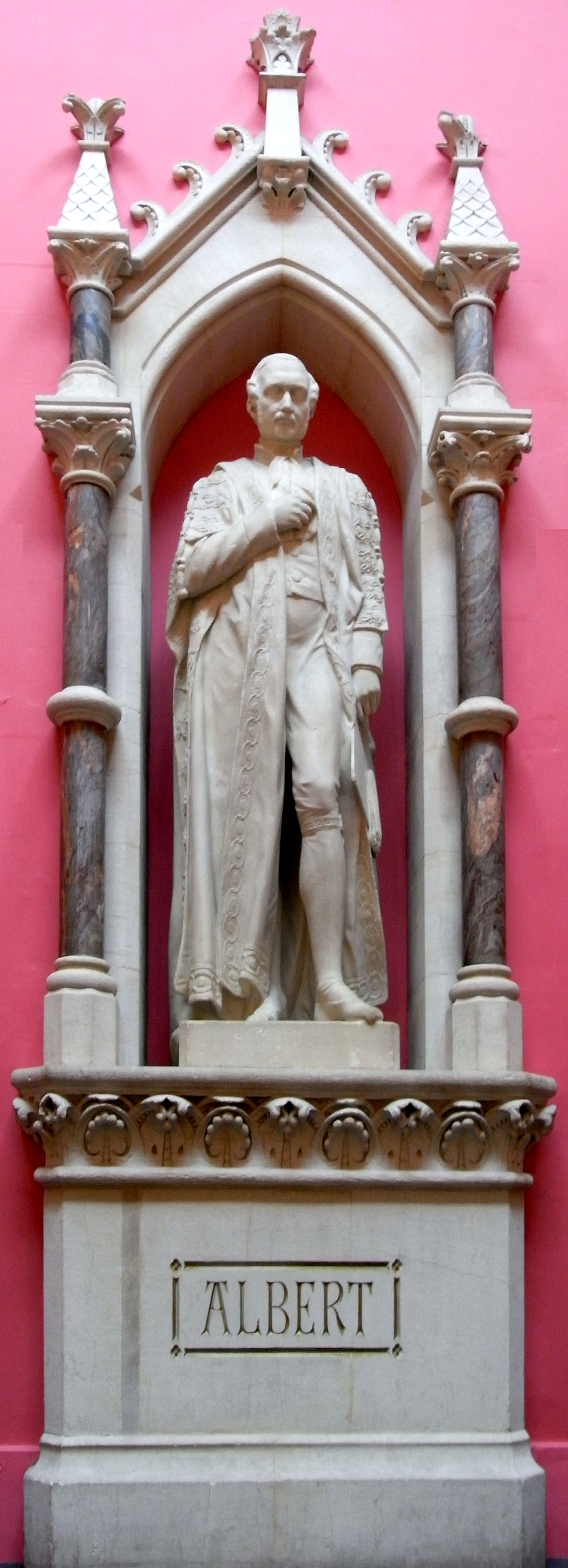
Statue du Prince Albert par Edward Bowring Stephens (1815–1882) dans l'escalier principal du Royal Albert Memorial Museum.

Le Royal Albert Memorial Museum & Art Gallery (RAMM) est un musée et une galerie d'art à Exeter, Devon. Il possède des collections importantes dans les domaines de la zoologie, l'anthropologie, les beaux-arts, l'archéologie locale et étrangère, et la géologie. Au total, le musée abrite plus d'un million d'objets, dont seulement un petit pourcentage est exposé au public de façon permanente. Il est un Major Partner Museum (MPM) dans le cadre du programme d'investissement stratégique administré par le Arts Council England, ce qui signifie que le RAMM reçoit un financement (2012-15) afin de développer ses services. Le RAMM reçoit ce financement en partenariat avec le  Plymouth City Museum & Art Gallery. Auparavant, ils étaient décrits comme des hub museum au titre du programme « Renaissance » pour les musées régionaux qui opérait entre 2002-11 et financé par le Museums Libraries & Archives Council (MLA) aujourd'hui disparu.
Fondée en 1868, l'édifice néo-gothique a subi plusieurs extensions au cours de son histoire ; plus récemment, le musée a ouvert en décembre 2011, après un réaménagement qui a duré quatre ans et coûté £ 24M.

## Histoire

### Création et débuts
Le lieu pour le musée a été donné par Richard Sommers Gard, député de Exeter de 1857 à 1864. Un concours pour sa conception a récolté 24 propositions, dont une de John Hayward, dont la conception gothique a été le gagnant. Son plan initial prévoyait une haute tour centrale comme celle du musée d'histoire naturelle de l'université d'Oxford, mais cette fonctionnalité a été rejetée et a été remplacé par un pignon et rosace.
Initialement proposé par Sir Stafford Northcote comme un mémorial du Prince Albert, un appel aux fonds a été lancé en 1861. John Gendall s'est proposé pour la curation de la collection initiale nécessaire pour remplir le bâtiment prévu. Les premières phases de la construction ont été achevées en 1868. Le RAMM a été le berceau d'une grande partie de la vie culturelle d’Exeter : l'université, la bibliothèque centrale et l'université de l'art ont tous eu leurs origines dans ce qui devint connu comme le RAMM - le « Devon and Exeter Albert Memorial », comme il était initialement connu - fournissant un musée intégré, galerie d'art, bibliothèque gratuite, salle de lecture, l'école d'art et d'école d'ingénieurs de la manière depuis longtemps préconisée par le Prince Albert.
Son contenu devint rapidement trop grand pour le bâtiment, nécessitant la construction d'extensions en 1894 (par Medley Fulford) et en 1898 (par Tait et Harvey). Cette deuxième extension, l'aile York, a été ouverte par le duc et la duchesse d'York, le futur roi George V et la reine Mary, et au même moment, le titre de « royal » a été accordé. C'est à partir de cette date que le nom Royal Albert Memorial Museum a été utilisé. Au cours du temps, les habitants ont adopté l'abréviation RAMM, et à son tour, est devenu la marque du musée.
Durant de nombreuses années, le musée a peu changé après cette période de construction, bien que la bibliothèque de la ville ait déménagé hors du RAMM en 1930, que l'école de la science se soit finalement développée à l'université d'Exeter et que l'école d'art soit devenue ce qui est maintenant la faculté d'Art de l'Université de Plymouth (anciennement l'Exeter College of Art and Design). Au fil du temps, le RAMM s'est progressivement étendu pour occuper l'ensemble du bâtiment.

### De nos jours
Entre 2007 et 2011, un réaménagement majeur a été achevé pour un coût de £ 24 millions. Cela comprend la réparation de la structure du bâtiment, la rénovation, un réorganisation complète des collections, une extension et une nouvelle entrée au niveau des jardins historiques protégés à l'arrière. Le Heritage Lottery Fund a versé près de 10 millions de £ du coût. En outre, un magasin collections appelé l'Arche a été construit et aménagé. Le musée a rouvert le 15 décembre 2011.
Le musée est ouvert de 10 à 17 heures sauf le lundi et les jours fériés. L'entrée est gratuite.

## Collections
Quatre principales collections représentées : les antiquités, l'art, l'histoire naturelle et les cultures du monde. Les collections des cultures du monde sont désignées comme étant d'importance nationale et internationale par le gouvernement britannique.

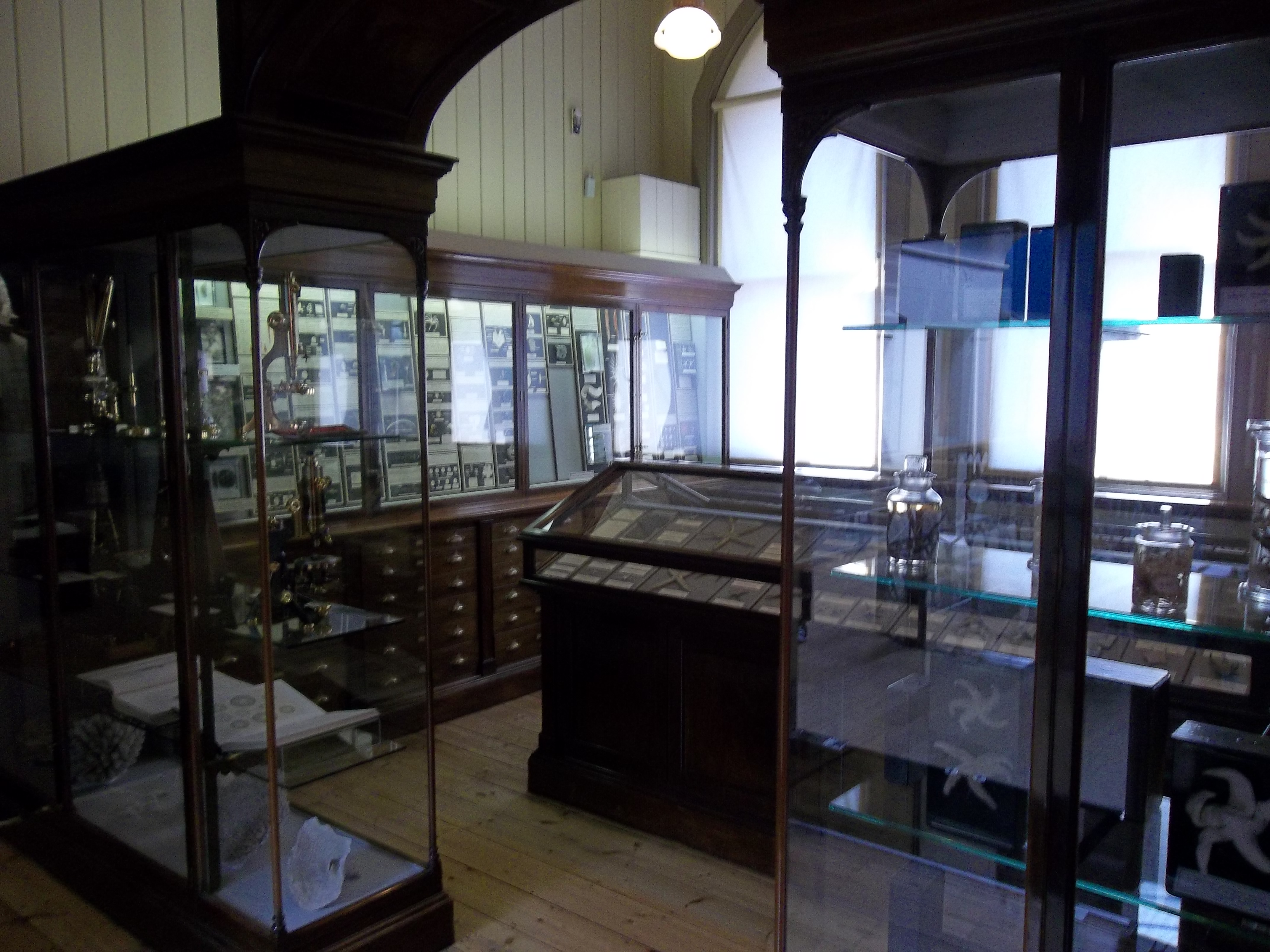
L'étude de Percy Sladen et sa collection d'échinodermes.

La collection de zoologie du musée comprend des spécimens d'invertébrés et des mammifères venant du monde entier. La collection d'échinodermes de Percy Sladen est détenue par le musée et considéré comme la plus importante du genre en dehors des collections nationales.
La collection de costumes et textiles du musée est considérable et « doit se classer comme l'une des collections les plus importantes en dehors de Londres ». En raison de la nature délicate de ces matériaux, la collection ne sont pas exposées en permanence.
La collection d'art de la RAMM comprend plus de 7000 objets, dont des peintures, dessins, gravures et sculptures, représentant des artistes britanniques importants et mettant l'accent sur l'emplacement de la RAMM dans le Sud-Ouest. Parmi les artistes importants représentés dans la collection, on trouve Gainsborough, Reynolds, Pompeo Batoni, Richard Wilson et Joseph Wright of Derby, Walter Sickert, Barbara Hepworth, John Nash, Edward Burra, David Bomberg et Patrick Heron.
Les donateurs qui ont contribué à la collection comprennent Kent Kingdon (un décorateur d'intérieur), Sir Harry Veitch (propriétaire de l'entreprise horticole Veitch and Sons) et John Lane (fondateur de la maison d'édition Bodley Head).

## Prix et reconnaissance
Le RAMM a été nommé musée de l'année par le Art Fund en 2012, pour son « ambition et imagination »,.
Depuis sa réouverture, le RAMM a remporté plus d'une douzaine d'autres récompenses, dont trois prix RIBA (Royal Institute of British Architects) en 2013, le prix Collections Trust reconnaissant la bonne pratique de la conservation et de la gestion des collections du RAMM (2013) et le prix du design américain de l'événement pour le meilleur musée de l'environnement (2012).

## Veitch Memorial Lecture
À la fin du mois de juillet, le Mémorial Musée Royal Albert tient annuellement une conférence en mémoire de Sir Harry Veitch.

## Financement
Le RAMM est détenu et financé en partie par le Exeter City Council, avec des financements supplémentaires provenant du programme d'investissement pour les musées régionaux Major Partner Museum de l'Arts Council England. Des financements de développement important ont été reçus de l'Heritage Lottery Fund.